# Estación Purey
Purey fue una estación de ferrocarril de Chile que se ubicó en la localidad de Purey, comuna de Los Lagos, Región de Los Ríos. Fue parte de la Red Longitudinal Sur de la Empresa de los Ferrocarriles del Estado. Actualmente se encuentra cerrada y levantada.

## Historia
El recinto fue construido dentro de los planes de conectar a la estación Antilhue con la ciudad de Osorno. Los trabajos comenzaron a realizarse desde Valdivia hacia el oriente. La vía férrea entre Valdivia y Osorno se completó en noviembre de 1899.
La estación fue destruida después del terremoto de Valdivia de 1960.
Fue suprimida mediante decreto del 28 de julio de 1978. Actualmente la estación se encuentra levantada y cerrada, quedando pocos rastros de esta.
En 2018 los terrenos de la estación fueron tomados irregularmente.

## Servicios de carga
- Ninguno; esta estación se halla cerrada y levantada.